# Atef Jarray
Atef Jarray, né en 1976, est un haltérophile tunisien.

## Carrière
Atef Jarray obtient deux médailles de bronze aux Jeux africains de 1995 à Harare, à l'arraché et au total, dans la catégorie des moins de 59 kg. Quatre ans plus tard, il est médaillé d'or à l'arraché et au total, ainsi que médaillé d'argent à l'épaulé-jeté dans la catégorie des moins de 62 kg aux Jeux africains de Johannesbourg. Il dispute ensuite les championnats du monde d'haltérophilie 1999 au Pirée ; il termine 19e à l'arraché, 21e à l'épaulé-jeté et 20e au total dans la catégorie des moins de 62 kg.
Il remporte à Tunis la médaille d'or à l'arraché ainsi que la médaille de bronze à l'épaulé-jeté aux Jeux méditerranéens de 2001 puis trois médailles d'or aux championnats d'Afrique d'haltérophilie 2004. Il est médaillé d'or à l'arraché aux Jeux méditerranéens de 2005 à Almería.